# Jacek Socha
Jacek Franciszek Socha, né le 9 septembre 1954 à Paczków, est un universitaire, entrepreneur et homme politique polonais. Il est ministre du Trésor d'État entre mai 2004 et octobre 2005.

## Biographie

### Formation et vie professionnelle
En 1978, il achève ses études à la faculté de sciences économiques de l'université de Varsovie. Entre 1980 et 1982, il travaille à l'Institut central d'étude des méthodes économiques de l'École supérieure de planification et de statistique (SGPiS). Il est ensuite chercheur à l'Académie polonaise des sciences (PAN) jusqu'en 1990.
Cette année-là, il rejoint en effet la Commission des opérations boursières (KPWiG), dont il prend la présidence en 1994.

### Parcours politique
Le 2 mai 2004, Jacek Socha est nommé ministre du Trésor d'État dans le premier gouvernement minoritaire du social-démocrate Marek Belka. Il est confirmé le 11 juin, dans le second gouvernement minoritaire de coalition de Belka, le premier n'ayant pas reçu l'investiture de la Diète.
Du fait d'un changement de majorité parlementaire, il quitte son ministère le 31 octobre 2005. Il intègre alors le secteur privé. Il a ainsi occupé la présidence de la branche polonaise de PricewaterhouseCoopers (PwC).